# Собрание песка и камней
«Собрание песка и камней», «Сясэкисю» (яп. 沙石集 сясэкисю:) — произведение японской буддийской литературы периода Камакура, сборник поучительных историй с комментариями и философскими рассуждениями. Создан монахом Мудзю в 1279—1283 годах. Написан на старояпонском языке. Состоит из 10 свитков.
Считается одним из лучших образцов буддийской прозы.
На Западе отдельные рассказы из «Собрания песка и камней» стали известны в составе компилятивного сборника «101 история Дзэн».
Исследователями-японоведами произведение часто рассматривается в качестве источника по синто-буддийскому синкретизму.